# Lower Salem

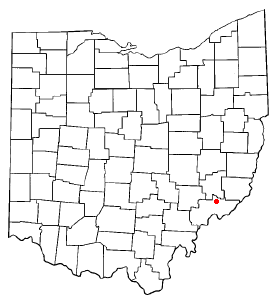
Lower Salem na planie stanu Ohio

Lower Salem – wieś w USA, w hrabstwie Washington, w stanie Ohio.
Według danych z 2000 roku wieś zamieszkiwana była przez 109 mieszkańców.